# Woodville (Wisconsin)
Pour les articles homonymes, voir Woodville.
Woodville est une ville du Comté de Sainte-Croix, dans le Wisconsin.

## Histoire
Fondée en 1870, la communauté s'appelait à l'origine Kelly's Switch, d'après le nom d'un propriétaire de moulin local.
En 1874, ce nom a été abandonné et le village a été renommé Woodville, comté de Jefferson, New York.

## Géographie
D'après le bureau du recensement des États-Unis, sa superficie est de 3,3 km2.

### Démographie
Au recensement de 2000, la population était de 1 104 habitants, avec 446 ménages et 288 familles résidentes. La densité était de 335,6 hab/km2.
La répartition ethnique était de 98,19 % d'Euro-Américains et 0,63 % d'asio-américains. Le revenu moyen par habitant était de 20 958 dollars avec 5,8 % sous le seuil de pauvreté.

## Source
- (en) Cet article est partiellement ou en totalité issu de l’article de Wikipédia en anglais intitulé « Woodville, Wisconsin » (voir la liste des auteurs).